# Borniochrysa appendiculata
Borniochrysa appendiculata är en insektsart som först beskrevs av Peter Esben-Petersen 1926. 
Borniochrysa appendiculata ingår i släktet Borniochrysa och familjen guldögonsländor. Inga underarter finns listade i Catalogue of Life.